# Remigio Casco
Remigio Casco (Pueblo Nuevo, Estelí, 13 de noviembre de 1869 - Pueblo Nuevo, Estelí, de junio de 1909) fue un sacerdote jesuita, prosista y ensayista nicaragüense. En su tiempo se le consideró como el mayor orador y su renombre fue a nivel centroamericano. 

## Biografía
Nació en la comunidad El Rosario del municipio de Pueblo Nuevo, perteneciente en ese momento al departamento de Segovia. 
Fue redactor de la revista literaria El Ateneo Nicaragüense de tiraje mensual de la ciudad de León. Por las protestas contra el gobierno del Presiente General José Santos Zelaya fue arrestado y desterrado junto al Obispo Simeón Pereira y Castellón y otros sacerdotes en 1899. 
Demostrando gran audacia intelectual fue inducido por el Obispo Ulloa y Larios a estudiar la carrera eclesiástica quien le envió a la Universidad Gregoriana de Roma. En octubre de 1893 recibió el Doctorado en Filosofía, posteriormente recibió el doctorado en Derecho Canónico en la misma universidad. 
Se desempeñó en las cátedras de Filosofía y Derecho Canónico en el Seminario San Ramón de León, fue maestro del poeta Azarías H. Pallais en ese entonces seminarista, y en la Capellanía de la parroquia El Calvario de la misma ciudad.
Introdujo a Nicaragua la primera imprenta del país, además de haber fungido funciones diplomáticas, siendo nombrado como embajador de Nicaragua en Chile.
Murió joven debido a un problema en sus riñones. En el Parque "La Merced" de León se erigió un busto en su memoria.

## Escritos
- Rubén Darío (1909)
- El Pensamiento de América y Ramiro Maeztu.